# Asesinato de Aimee Willard
Aimee Willard (Chester, Pensilvania; 8 de junio de 1974 - Filadelfia, Pensilvania; 20 de junio de 1996) fue una joven universitaria estadounidense asesinada por Arthur Bomar cuando regresaba a su domicilio tras una noche de fiesta con sus amigos. Su coche estaba en marcha, con las luces encendidas y la puerta del conductor abierta, en la salida 5 de la carretera interestatal 476. Su cuerpo desnudo fue encontrado al día siguiente en una cuneta al norte de Filadelfia, a 27 kilómetros de distancia de donde se encontró su vehículo. La habían matado a golpes con una llave de cruz. La paliza fue tan brutal que el cráneo presentaba múltiples fracturas. El crimen, entonces sin resolver, apareció en la serie televisiva Misterios sin resolver y más tarde cuando se resolvió en Cold Case Files y The New Detectives.

## Investigación y sospechosos
El caso se enfrió durante casi dos años en los que se investigaron muchas teorías y sospechosos, sin llegar a buen puerto en las pesquisas. Se reabrió cuando otra mujer de Pensilvania fue golpeada por detrás mientras conducía sola de noche. El conductor del otro vehículo intentó que se detuviera, pero la mujer se negó y memorizó su matrícula. Esta resultó estar registrada a nombre de Arthur Bomar, pero el coche pertenecía a María Cabuenos, otra mujer de Pensilvania cuya desaparición se había denunciado en marzo de 1998. El coche real de Bomar fue encontrado más tarde en un desguace. Las quemaduras encontradas en la espalda de Willard coincidían con las del cárter de aceite de la parte inferior del coche de Bomar, que atropelló el cadáver. Además, sangre y cabellos de Willard se encontraron en el vehículo.
Con pruebas de ADN, Arthur Bomar fue identificado como el asesino de Willard. Era un ex convicto de Nevada, donde en 1978 disparó y mató a Larry Carrier tras una discusión por una plaza de aparcamiento. Fue condenado por asesinato en segundo grado al año siguiente y obtuvo la libertad condicional en 1990. Bomar había violado repetidamente su libertad condicional, pero nunca fue devuelto a Nevada para cumplir su condena, debido a que ese estado no organizó ni financió la extradición.
Bomar fue declarado culpable de asesinato en primer grado, violación, agresión, secuestro y maltrato de un cadáver, y condenado a muerte. Nunca se le acusó del asesinato de María Cabuenos, cuyos restos óseos se encontraron después de su condena. Se teoriza que la noche de su asesinato, Bomar golpeó el coche de Willard para obligarla a detenerse. Posteriormente, Bomar continuó negando haber participado en los crímenes, alegando que, como afroamericano, fue víctima de racismo.

## Vida y legado
Willard era una jugadora estrella de lacrosse en la Academia de Notre Dame de Namur en Villanova (Pensilvania), y más tarde en la Universidad George Mason de 1994 a 1996 (las tres primeras temporadas en la historia del programa). En 1996, Willard lideró la Colonial Athletic Association con cincuenta goles y veintinueve asistencias. Fue nombrada miembro del equipo All-Conference tanto en fútbol como en lacrosse, y del equipo All-American de la región sudeste en lacrosse ese año. En total, marcó 96 goles y dio 36 asistencias con su equipo. Al final de la temporada de 1996, ostentaba los récords escolares de goles en un partido (7), goles en una temporada (50), goles en su carrera, puntos en un partido (8), puntos en una temporada (68) y puntos en su carrera (132). US Lacrosse, el ente rector de este deporte en los Estados Unidos, creó un premio nacional en su honor.
Debido a los problemas burocráticos que permitieron a Bomar seguir en libertad para cometer estos crímenes, la Ley de Protección de las Víctimas de la Trata y la Violencia (H.R. 3244), más conocida como "Ley de Aimee", fue aprobada por el Congreso estadounidense por 90 votos a favor y 5 en contra en 2000 y promulgada por el presidente Bill Clinton el 28 de octubre de ese año. Animaba a los estados a mantener entre rejas a asesinos, violadores y pederastas, y responsabiliza económicamente al estado si no lo consigue. Asimismo, permitía que los infractores de la libertad condicional interestatal sean encarcelados en su estado de residencia a expensas del estado donde se cometió el delito original. A su vez, deja la potestad para encarcelar a delincuentes en otro estado si las circunstancias así lo permiten.
Un pequeño monumento al borde de la carretera, en la rampa de salida de la carretera interestatal 476 hacia la ruta 1 en dirección sur, señala el lugar donde se encontró el coche de Willard.